# Musée de l'apartheid
Le musée de l'apartheid, situé à Johannesburg en Afrique du Sud, est un complexe muséal consacré à l'histoire de l'Afrique du Sud au XXe siècle et plus spécialement axé sur l'apartheid (1948-1991), aux négociations et à la transition constitutionnelle (référendum de 1992) et sur les premières élections générales sud-africaines de 1994 au suffrage universel sans distinction raciale.

## Le musée
Ouvert en 2001 à côté du parc d'attractions de Gold Reef City, créé autour d'une vraie mine d'or afin de raconter l'histoire des chercheurs d'or, le musée retrace l'histoire sud-africaine au XXe siècle, et plus particulièrement la période de l'apartheid entre 1948 et 1991 et celle des négociations constitutionnelles qui aboutirent aux élections générales de 1994.
Sa fondation a pu être réalisée grâce à un accord avec les frères Abraham et Solomon Krok. A la tête d'un consortium, Akani Egoli, ils avaient l'objectif de construire un casino adossé au parc d’attractions de Gold Reef City mais ils devaient obtenir une licence sur les jeux d'argents. Pour ce faire et en contrepartie, la loi les obligeait à financer un projet à vocation solidaire ou éducative ce qui devint le musée sur l'apartheid, bâti sur sept hectares de terrain adjacents.

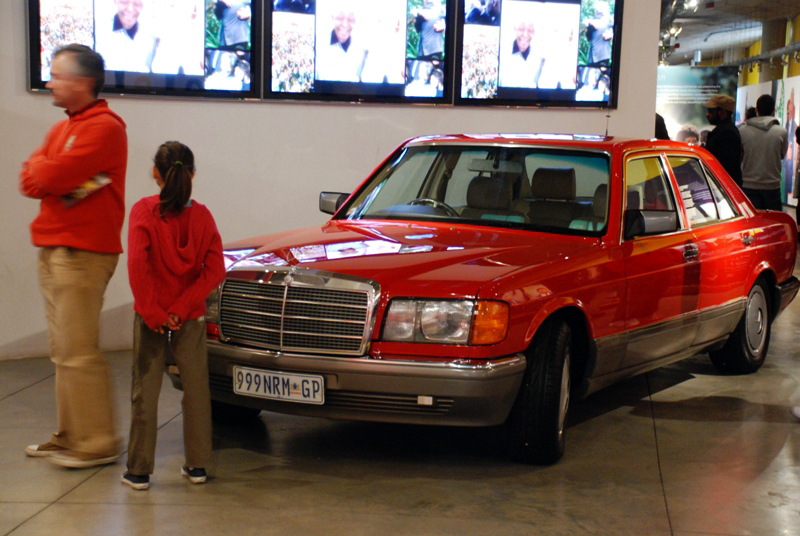
Automobile offerte à Nelson Mandela à sa sortie de prison par la firme Mercedes-Benz.

Le contexte, tant historique que politique, de l'apartheid y est expliqué. Il est le seul musée au monde consacré uniquement à l'apartheid.
En plus des expositions, un centre de documentation y est établi et présente de nombreux textes, des photographies, des affiches et des films. Les principaux domaines d'intérêt sont la résolution de l'habitat en périphérie de Johannesburg (déplacement de la population noire de Sophiatown 1955-1963) et le soulèvement des étudiants de Soweto en 1976. Une cellule d’isolement est aussi reconstituée et un mémorial sous forme de 131 cordes d’exécution rend hommage aux condamnés à mort pour leur opposition à l'apartheid.
Les visiteurs peuvent également écouter une collection de documents sonores relatifs à la période de l'apartheid, comme la dernière interview de Nelson Mandela avant son arrestation ou une interview d'époque de l'ancien ministre Paul Sauer.

## Fréquentation
Parmi les musées créés depuis la fin de l'apartheid, le musée de l'apartheid est l'un de ceux qui reçoit le plus de visiteurs (jusqu'à 1 000 visiteurs par jour), bien davantage que le Freedom Park de Pretoria, autre  musée consacré à la lutte contre l'apartheid. Il est particulièrement visité par les touristes internationaux, davantage que par les sud-africains eux-mêmes, plus enclins à se rendre au parc adjacent,.